# Viaggio nell'Italia che cambia
Viaggio nell'Italia che cambia è un programma storico della Rai affidato nel 1963 al giornalista Ugo Zatterin. Concepito come una sorta di reportage itinerante, la trasmissione mirava a documentare la situazione dell'Italia nella sua trasformazione causata dal fenomeno del boom economico e dal 1983 al 1985 su Telemontecarlo con Mario Soldati.
Nel 2013 il format del programma viene ripreso e affidato al giornalista Edoardo Camurri, che, come il suo predecessore, racconta le nuove trasformazioni in atto nell'attuale Italia. Le 40 puntate previste del programma vanno in onda sul canale tematico Rai Storia e su Rai 3.